# Heeresfeldbahnlokomotive HF 110 C
Die dreiachsigen Schmalspur-Dampflokomotiven vom Typ HF 110 C waren für den Heeresfeldbahndienst im Zweiten Weltkrieg entwickelte Schlepptenderlokomotiven der Bauart Cn2(t)+T. Kurze Strecken konnten sie auch ohne Schlepptender zurücklegen. Nach dem Krieg wurden die Lokomotiven zivilen Verwendungszwecken zugeführt oder verschrottet.
Verschiedene Lokomotivfabriken stellten zwischen 1941 und 1945 mehr als 130 Dampflokomotiven dieses Typs mit 600 bis 760 mm Spurweite fertig. Einige wenige Exemplare folgten in den Nachkriegsjahren sowie um 1950.

## Technische Merkmale

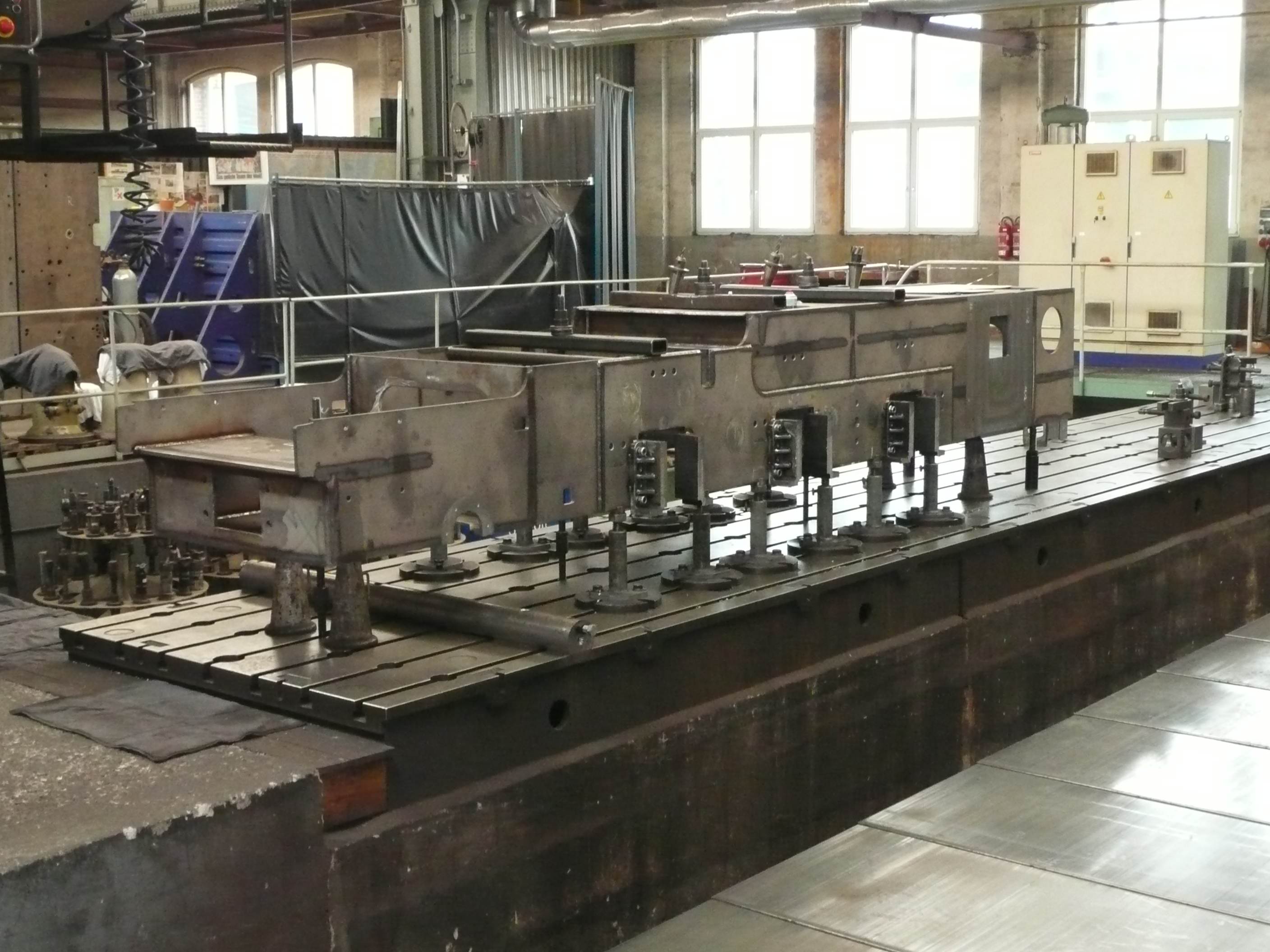
Neuer Rahmen der 99 4652 auf dem Bohrwerk im Dampflokwerk Meiningen

Die Lokomotiven besitzen einen Außenrahmen. Außerhalb des Rahmens sitzen große Gegengewichte und das Gestänge, die Treibstange geht zum dritten Radsatz. Die Lokomotiven haben Heusingersteuerung mit Kolbenschiebern der Bauart Müller. Unter anderem die Lok 99 4652 verfügte ursprünglich über einen Kobelschornstein.
Die Lokomotiven führen in der Regel einen zweiachsigen Tender mit 1600 mm Radsatzstand für die Wasser- und Kohlevorräte mit. Sie waren aber so konstruiert, dass sie kurze Strecken auch als Tenderlok fahren konnten. Bei den Henschel-Lokomotiven waren Wasserkästen und Tender genietet, bei den Jung-Lokomotiven geschweißt.

## Einsatz nach 1945

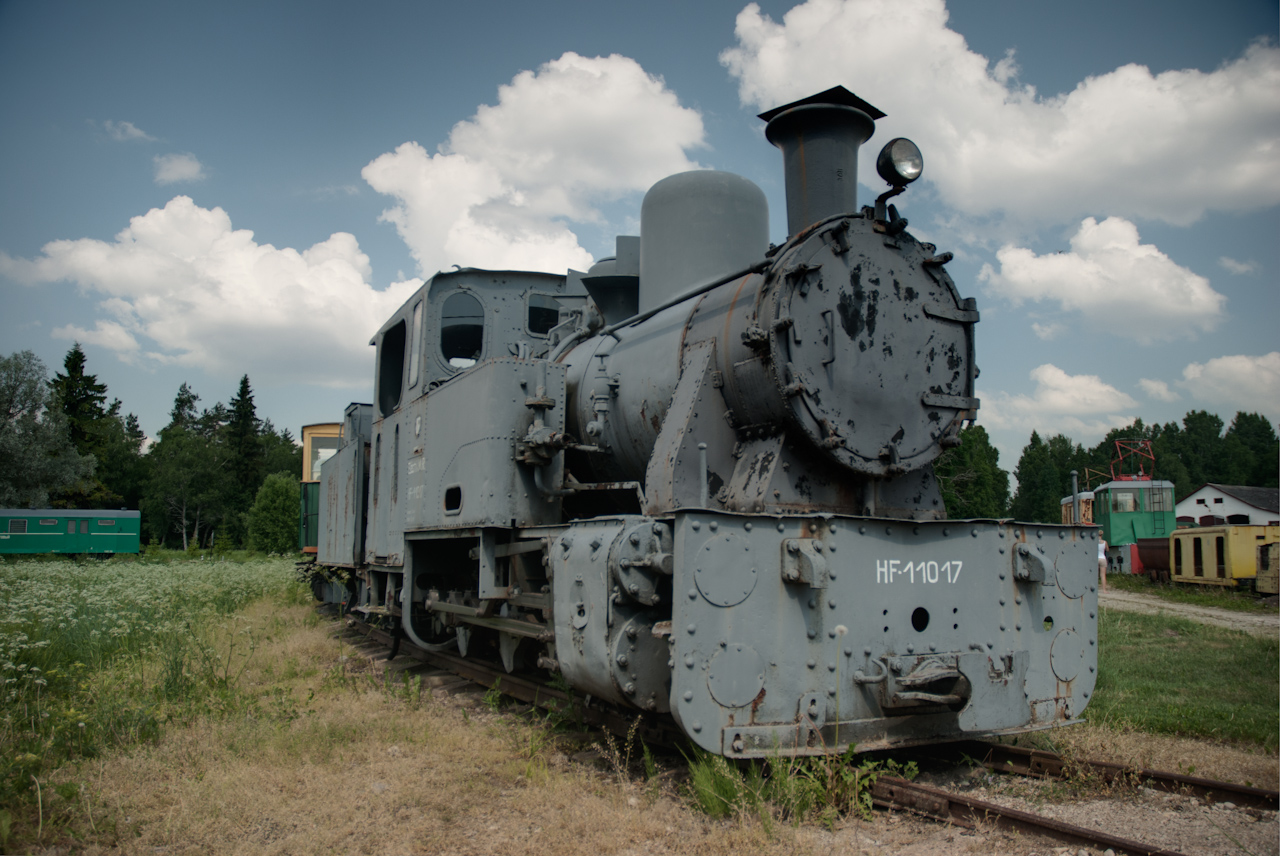
HF 11017 im Schmalspurbahnmuseum von Lavassaare, Estland

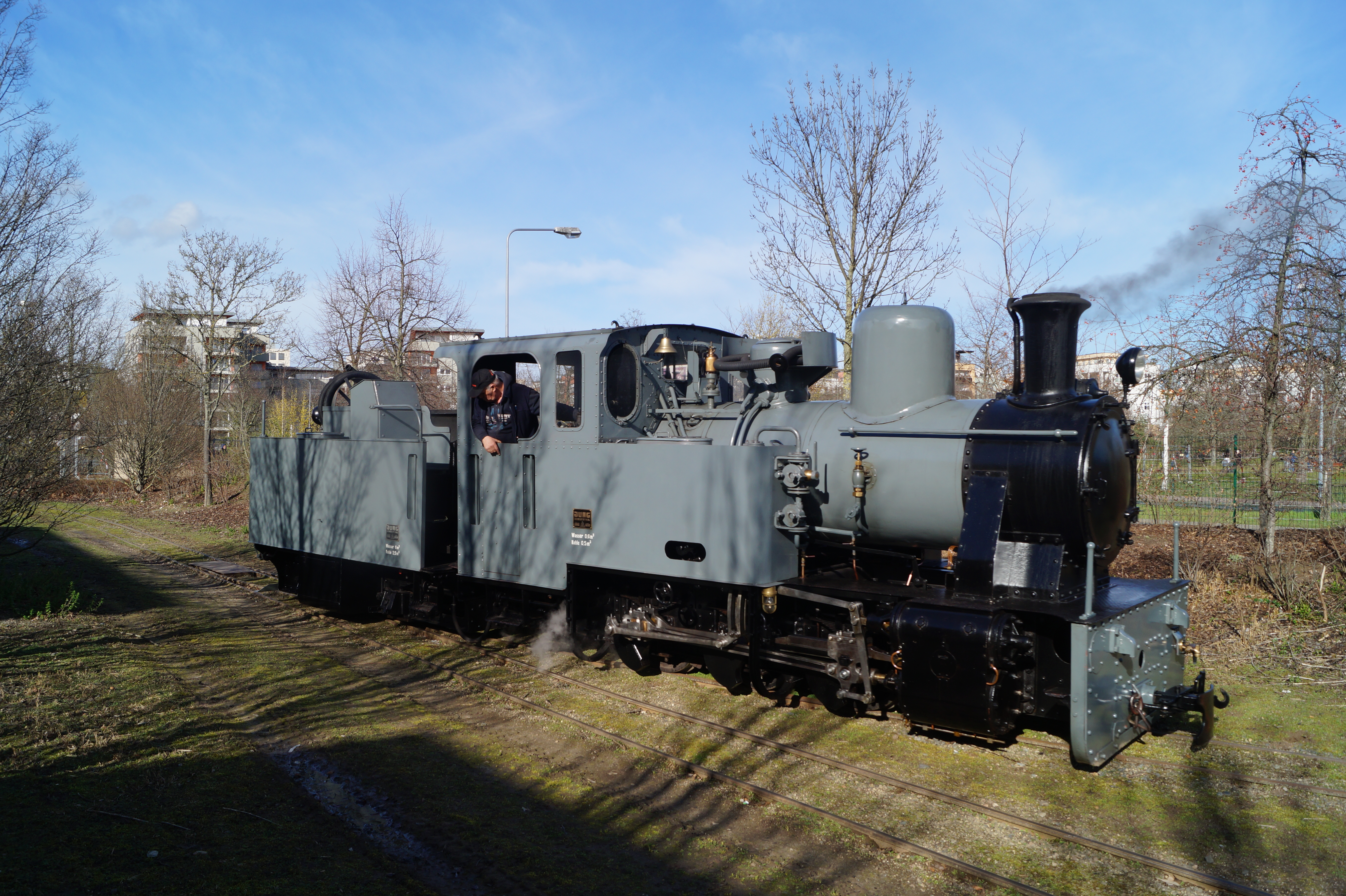
HF110C, restauriert im Frankfurter Feldbahnmuseum

- Krenau 945/1941: HF 11017 → ? → HF 11017, Lavassare, Estland, abgestellt
- Henschel 25979/1941: HF 25983 → Lok 4 der LJE (ex JLKB) → DR 99 4651 → 1968 Betonsteinwerk Ueckermünde, Heizlok
- Henschel 25982/1941: HF 25982 → ÖBB 798.101 → später Dampf-Kleinbahn Mühlenstroth Nr. 8 → 1983 Jagsttalbahn → 1990 Bregenzerwaldbahn → 1993 Aufarbeitung mit Teilen von Henschel 25983 → Rügensche Kleinbahnen „Nicki + Frank S“ → 2008 Dampf-Kleinbahn Mühlenstroth Nr. 4, betriebsfähig
- Henschel 25983/1941: HF 25983 → Lok 1 der LJE (ex JLKB) → DR 99 4652 → 1974 Dampf-Kleinbahn Mühlenstroth Nr. 4 „Frank S“ → 1982 Jagsttalbahn →  heute Förderverein zur Erhaltung der Rügenschen Kleinbahnen, betriebsfähig
- Henschel 25325/1942: HF ? → ? → „Francesca S“, Dampf-Kleinbahn Mühlenstroth, abgestellt
- Henschel 25335/1942: HF 11774 → ? → ex KOK Nr. 7, Privatsammlung, abgestellt
- Henschel 25351/1942: HF 11789 → ? → Nr. 5, Privatsammlung, abgestellt
- Henschel 25361/1943: HF ? → Zementwerk Gebr. Gröne, Geseke →1956 abgestellt → Führerhaus 1962 für regelspurige Eigenbau-Diesellok verwendet
- Henschel 25952/1941: HF ?  → Bahnbedarf GmbH, Köln-Mülheim → Göttinger Kleinbahn → 1959 verschrottet
- Henschel 25954/1941: HF ?  → Bahnbedarf GmbH, Köln-Mülheim → Göttinger Kleinbahn → 1959 verschrottet
- BMF Prag 2190/1944: HF 11805 → StLB HF 11 805 (Kapfenberg) → 1965 kassiert (zur Verschrottung freigegeben)
- Jung 10119/1944: HF 11809 → ÖBB 798.01 → 1956 kassiert (zur Verschrottung freigegeben)
- Jung 10116/1944: HF 11815 → ÖBB 798.02 (Garsten) → 1956 kassiert (zur Verschrottung freigegeben)
- Jung 10123/1944: HF ? → Lok 5 der LJE (ex JLKB) → DR 99 4653 → 1968 ausgemustert
- Jung 10125/1944: HF 11816 → ÖBB 798.03 → 1956 kassiert (zur Verschrottung freigegeben)
- Jung 10120/1944: HF 11810 → StLB HF 11 810 (Stainz) →  Nr. 4, Abreschviller, Frankreich, betriebsfähig
- Jung 10121/1944: HF 11811 → StLB HF 11 811 (Weiz) → 1965 kassiert (zur Verschrottung freigegeben)
- Jung 10129/1944: HF ? → ? → Waldbahn Teslić Lok 3 → Zagreb → seit 1985 Denkmal in Samobor, Kroatien
- Jung 10136/1944: HF ? → United States Army Transportation Corps (Beutegut) → 1952 in den USA verschrottet
- Jung 10142/1950: HF ? → ? → Nr. 10, Frankfurter Feldbahnmuseum → 2013 Stiftung Deutsche Kleinbahnen, Rügen
- Jung 10137/1952: HF ? → ? → Nr. 11, Frankfurter Feldbahnmuseum, betriebsfähig
- Jung 11678/1952: ? → Nr. 3, Zuckerfabrik Nizam, Indien, abgestellt (letzte Sichtung: Dezember 1992)
- Jung 11679/1952: ? → Nr. 4, Zuckerfabrik Nizam, Indien, abgestellt (letzte Sichtung: Dezember 1992)
- Jung 11739/1952: ? → Nr. 4, Zuckerfabrik Igaracu, Brasilien, abgestellt (letzte Sichtung: September 1988)

### Deutsche Reichsbahn
Die Ende 1945 auf den Gleisanlagen der 1939 stillgelegten Jüterbog-Luckenwalder Kreiskleinbahnen neu gegründete Luckenwalde-Jüterboger Kleinbahn (1947 in Luckenwalde-Jüterboger Eisenbahn geändert, LJE) setzte nach 1945 drei Lokomotiven dieses Typs ein. Diese stammten aus dem benachbarten Eisenbahnpionier- und Gerätepark Rehagen-Klausdorf. Die erste von der Sowjetischen Militäradministration in Deutschland von dort für den zivilen Einsatz noch 1945 zur Verfügung gestellte Lok erhielt die Nr. 1. Zwei weitere Lokomotiven vom Typ HF110C übergaben die Sowjetischen Streitkräfte den Landesbahnen Brandenburg im Jahr 1948 für den Einsatz auf der LJE – sie erhielten die Nummern 4 und 5. Im Jahr 1949 wurden alle drei HF110C von der Deutschen Reichsbahn übernommen und erhielten 1950 die Nummern 99 4651 bis 99 4653. Sie versahen den Verkehr auf der von der Reichsbahndirektion (Rbd) Berlin als Netz Dahme bezeichneten Schmalspurbahn bis 1964 bzw. bis zu deren Einstellung im Jahr 1965. Danach setzte die Rbd Greifswald diese drei Maschinen vom Typ HF110C auf der Insel Rügen ein, wo sie 1968/69 ausgemustert wurden. Zwei Lokomotiven wurden verkauft, um für den VEB Baustoffkombinat Neubrandenburg noch einige Jahre in Ueckermünde als Dampfspender zu dienen. Die 99 4652 wurde hingegen 1974 an den westdeutschen Unternehmer Walter Seidensticker verkauft. Dieser ließ sie auf 600 mm Spurweite umspuren und setzte sie danach von 1974 bis 1981 auf der Dampf-Kleinbahn  mit dem Namen Frank S. ein. Im Jahr 1981 wurde sie auf 750 mm zurückgespurt und kam zur Jagsttalbahn, im Jahr 1990 zur Öchsle-Schmalspurbahn. In den Jahren 1993/94 wurde sie im Raw Görlitz optisch aufgearbeitet mit ihrer Reichsbahn-Nummer 99 4652 im Bahnhof Putbus an der Rügenschen Kleinbahn aufgestellt, wo sie auch heute, seit 1999 im Eigentum des Landkreises Rügen, noch vorhanden ist. In den Jahren 2013/14 wurde sie im Dampflokwerk Meiningen betriebsfähig aufgearbeitet. Seit März 2015 steht sie auf Rügen wieder betriebsfähig für Sonderfahrten bereit, leihweise kommt sie aber auch beim Pollo oder auf anderen 750-mm-Strecken in Deutschland zum Einsatz.

### Österreich

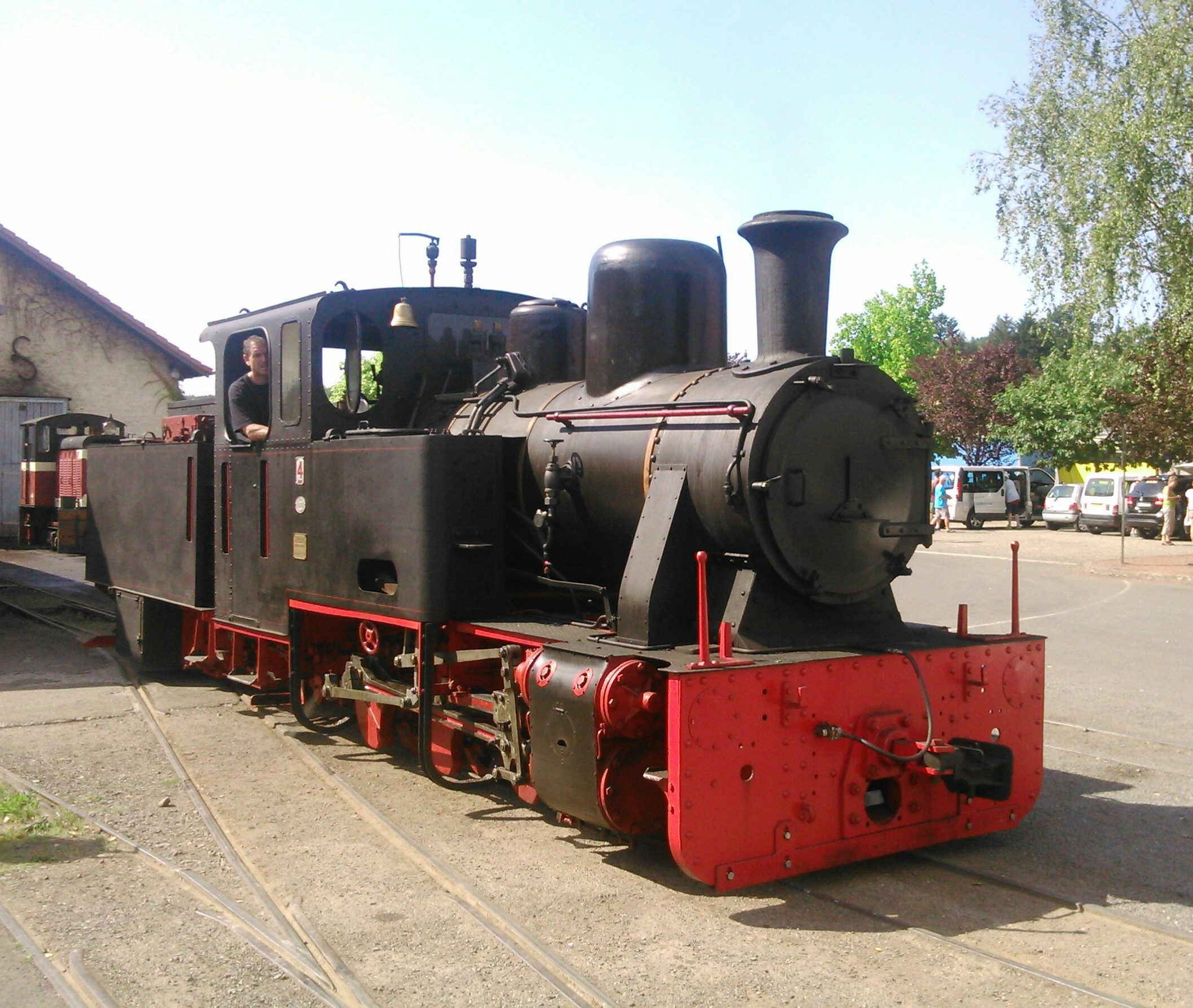
Die HF 11810 der Waldbahn Abreschviller fuhr zuvor bei den StLB

Mindestens neun Maschinen verblieben nach Kriegsende auf dem Gebiet der Republik Österreich. Da die Maschinen zumeist nicht den Anforderungen des Streckendienstes auf den steigungs- und kurvenreichen österreichischen Schmalspurstrecken entsprachen, wurden sie zumeist nur in untergeordneten Diensten eingesetzt und bereits nach wenigen Jahren ausgemustert.
Die bei den Österreichischen Bundesbahnen eingesetzten Loks waren im Einzelnen:
- Jung 10119/1944: HF 11809 → ÖBB 798.01 → 1956 kassiert
- Jung 10116/1944: HF 11815 → ÖBB 798.02 → 1956 kassiert
- Jung 10125/1944: HF 11816 → ÖBB 798.03 → 1956 kassiert
- Henschel 25982/1941: HF 25982 → ÖBB 798.101 → Dampf-Kleinbahn Mühlenstroth Nr. 4 „Nicki+Frank S.“, betriebsfähig

Die 798.01 bis 03 wurden 1956 ausgemustert, die 798.101 folgte, nachdem sie bereits seit Jahren außer Dienst stand, im Jahr 1972 (Verkauf nach Deutschland).
In Österreich waren Lokomotiven des Typs HF 110C ferner bei den Steiermärkischen Landesbahnen und der Salzkammergut-Lokalbahn im Einsatz.
Bei der StLB liefen die Lokomotiven:
- BMF 2190/1944: HF 11805 → StLB HF 11 805 (Kapfenberg) → 1965 kassiert (zur Verschrottung freigegeben)
- Jung 10120/1944: HF 11810 → StLB HF 11 810 (Stainz) →  Nr. 4, Abreschviller, Frankreich, betriebsfähig
- Jung 10121/1944: HF 11811 → StLB HF 11 811 (Weiz) → 1965 kassiert (zur Verschrottung freigegeben)

Bei der SKGLB folgende:
- BMF 2187/1944: HF 3287 → 1955 kassiert und verschrottet
- Henschel 25324/1942: HF 11778 → 1955 kassiert und verschrottet

## Modell
Es gibt mehrere Modelle dieses Loktyps von Großserienherstellern, u. a. bietet Roco eine Version in Baugröße H0e und LGB ein Modell in Spur G an.